# When You Look Me in the Eyes
«When You Look Me in the Eyes» -en español: «Cuando me miras a los ojos»- es el tercer sencillo de los Jonas Brothers, incluido en su segundo álbum "Jonas Brothers" [2007].
Existen 2 versiones diferentes de la canción, tanto en letra como en producción, la primera, lanzada en el sencillo de Nick Jonas. La segunda versión, incluida en el álbum e interpretada por los hermanos Jonas.
Una de las giras del grupo, lleva el nombre de esta canción ("Look Me In The Eyes Tour").
El conocido Jason Nevins hizo diferentes versiones de este sencillo, aumentando el éxito de tal.

## Video musical
El video musical se estrenó el 25 de enero de 2008, en Disney Channel en América, y el 20 de abril de 2008, en dicho canal, pero de Asia. En el video, aparecen los Jonas Brothers interpretando la canción en un concierto, filmado a blanco y negro, incluyendo pequeños fragmentos filmados por Joe.

## Lista de reproducción

### US CD
1. "When You Look Me in the Eyes" (Album version) — 4:09
2. "SOS" (Live version) — 2:35

### UK CD
1. "Burnin' Up" (Album version, featuring Big Rob) — 2:54
2. "When You Look Me In The Eyes" (Album version) — 4:09

### UK Download
1. "When You Look Me in the Eyes" (Album version) — 4:09
2. "Burnin' Up" (Live at Burnin' Up Tour 2008, featuring Big Rob) — 3:01

### RSBull Dog CD
1. "RSBrother" (Album version) — 4:09
2. "Reniedsch" (Album version, featuring Big Rob) — 2:54
3. "Senodsch" (Live version) — 4:14

### Japan Download
1. "When You Look Me in the Eyes" (Album version) — 4:09
2. "When You Look Me in the Eyes" (First version) — 4:01

### Other Versions
- Jason Nevins Remix - 4:08

## Posicionamiento
| Listas (2008)                | Posición |
| ---------------------------- | -------- |
| Australia ARIA Singles Chart | 46       |
| Brasil Hot 100               | 9        |
| Canadá Hot 100               | 30       |
| Chile Singles Top 100        | 2        |
| Japón Hot 100                | 3        |
| México Singles Top 100       | 58       |
| 10+ pedidos MTV México       | 1(x3)    |
| 100+ pedidos MTV México 2008 | 4        |
| UK Singles Chart             | 30       |
| U.S. Billboard Hot 100       | 25       |
| U.S. Billboard Pop 100       | 17       |
| Chart (2009)                 | Posición |
| Polonia Singles Chart        | 14       |